# Diné Bahaneʼ

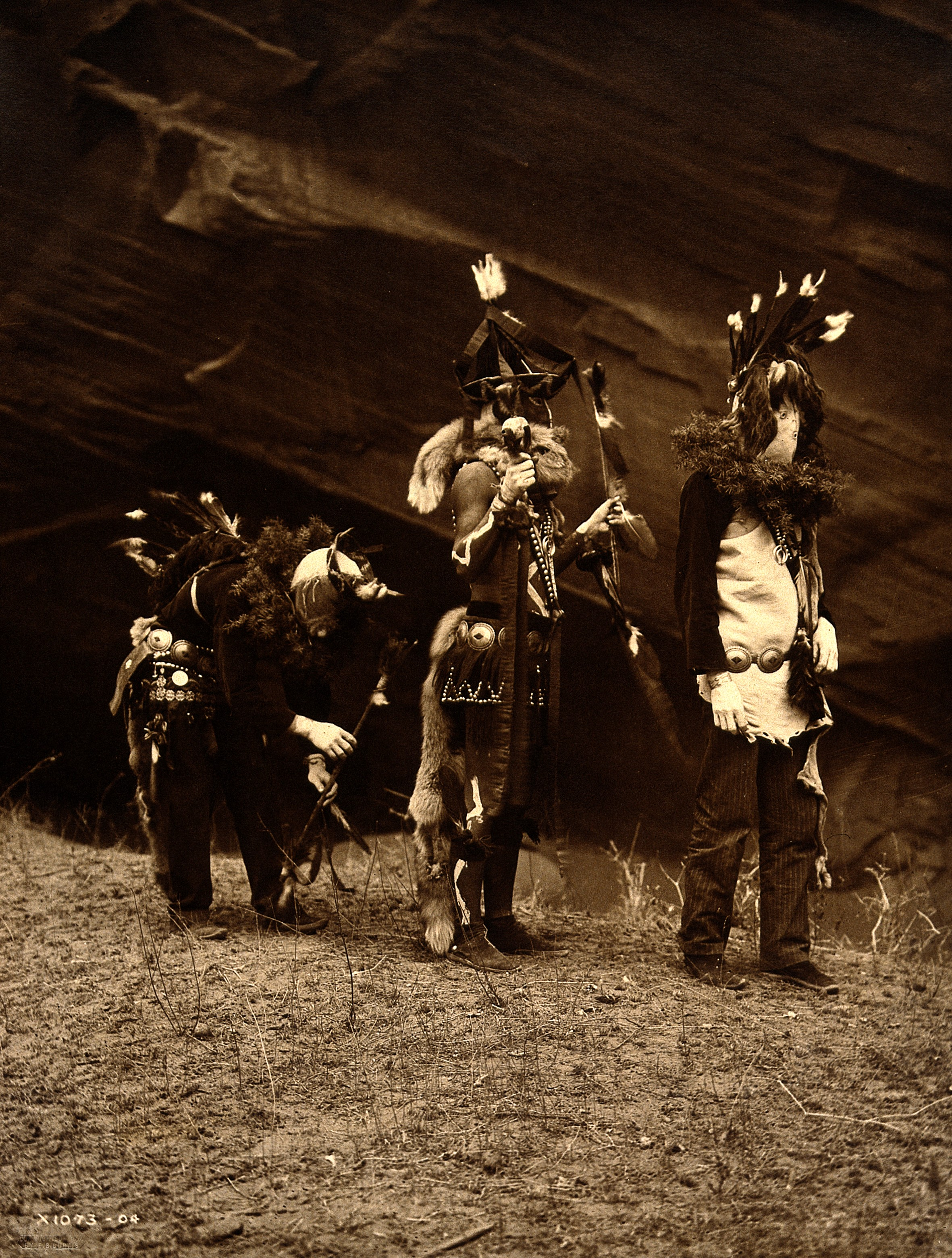
Une cérémonie de médecine Navajo « Yebichai Sweat » : trois Navajos en tenue de cérémonie, le visage masqué.

La Diné Bahaneʼ (en français « Histoire du Peuple ») est le mythe de la Création et récit originel des Navajos. Il décrit l'émergence préhistorique des Navajo, et se concentre sur la région connue sous le nom de Dinétah (en), la terre natale traditionnelle des Navajos.
Cette histoire forme la base du mode de vie traditionnel navajo. Les contours de base de la Diné Bahaneʼ commencent par la création du Niłchʼi Diyin (« Vent Sacré »), les brumes de lumière qui surgissent dans l'obscurité pour animer et donner un sens aux quatre Diyin Dineʼé (« Peuples Saints »), surnaturel et sacré dans trois mondes inférieurs. Selon la chronologie du mythe, toutes ces choses ont été créées spirituellement avant l'existence de la Terre et de l'aspect physique des humains tandis que l'aspect spirituel était déjà présent.